# 谢氏宣教祖墓
谢氏宣教祖墓，位于中国广东省潮州市潮安区庵埠镇文里村，为潮州市潮安区文物保护单位，类型为古墓葬，公布时间为2006年4月。
谢氏宣教祖墓的历史年代为宋代。